# Zmarli w lutym 2020

## Luty 2020
- 29 lutego
  - Jacek Abramowicz – polski muzyk, pianista, kompozytor, aranżer, artysta estradowy[1]
  - Stanisław Janaczek – polski regionalista i publicysta[2]
  - Nelė Paltinienė – litewska piosenkarka[3]
  - Mohammad Ali Ramazani Dastak – irański polityk, deputowany-elekt do Islamskiego Zgromadzenia Konsultatywnego[4]
  - Bill Smith – amerykański klarnecista i kompozytor jazzowy[5]
  - Éva Székely – węgierska pływaczka, mistrzyni olimpijska (1952)[6]
  - Andriej Wiediernikow – rosyjski kolarz szosowy[7]
- 28 lutego
  - Johnny Antonelli – amerykański baseballista[8]
  - Janusz Cisek – polski historyk, prof. dr hab.[9]
  - Erhard Cziomer – polski politolog i historyk, prof. dr hab.[10]
  - Burkhard Driest – niemiecki aktor[11]
  - Freeman Dyson – amerykański fizyk teoretyk, matematyk[12]
  - Hadżi Hosrowszahi – irański dyplomata, ambasador Iranu w Watykanie[13]
  - Dubravko Jelčić(inne języki) – chorwacki pisarz, poeta i krytyk literacki[14]
  - Balbir Singh Kullar – indyjski hokeista na trawie i policjant, brązowy medalista olimpijski (1968)[15]
  - Giennadij Kuźmin – ukraiński szachista[16]
  - Stig-Göran Myntti – fiński piłkarz i gracz bandy[17]
- 27 lutego
  - Eduardo Alas Alfaro – salwadorski duchowny katolicki, biskup[18]
  - Andrej Bocew – bułgarski generał, szef sztabu armii bułgarskiej[19]
  - Roy Dan Call – amerykański aktor[20]
  - Valdir Espinosa – brazylijski trener piłkarski[21]
  - Oktawian Fedak – polski filmowiec i fotograf, animator życia kulturalnego[22][23][24]
  - Tadeusz Grabowski – polski grafik, profesor projektowania graficznego ASP w Katowicach[25]
  - Jerzy Klockowski – polski zawodnik i trener rugby[26][27][28]
  - Paweł Królikowski – polski aktor, prezes Związku Artystów Scen Polskich (2018–2020)[29]
  - Rollan Martirosow – rosyjski konstruktor lotniczy[30]
  - Emil Muszyński – polski trener lekkoatletyki, trener polskiej kadry narodowej[31][32]
  - Łucja Pawlicka-Nowak – polska muzealniczka, dyrektor Muzeum Okręgowego w Koninie (1974–2006)[33]
  - Marek Aureliusz Solarski – polski działacz opozycji w okresie PRL, wydawca i kolporter prasy podziemnej, kawaler orderów[34]
  - Braian Toledo – argentyński lekkoatleta, oszczepnik[35]
  - Alki Zei – grecka pisarka[36]
- 26 lutego
  - Marian Pysznik – polski aktor[37]
  - Muhamed Filipović – bośniacki filozof, dyplomata i polityk[38]
  - Nick Apollo Forte – amerykański piosenkarz i aktor[39]
  - İsgəndər Həmidov – azerski polityk, minister spraw wewnętrznych (1992–1993)[40]
  - Nexhmije Hoxha – albańska komunistka, wdowa po Enverze Hoxhy[41]
  - Josip Jerković – chorwacki dyrygent i pedagog muzyczny[42]
  - Michael Medwin – angielski aktor i producent filmowy[43]
  - Andrea Mugione – włoski duchowny katolicki, arcybiskup[44]
  - Hans Stefan Seifriz – niemiecki polityk i samorządowiec, deputowany krajowy i europejski[45]
  - Kostas Wutsas – grecki aktor[46]
- 25 lutego
  - Eva Biháryová-Rózsová – słowacka piosenkarka[47]
  - Kazuhisa Hashimoto – japoński programista, twórca Konami Code[48][49]
  - Dmitrij Jazow – rosyjski wojskowy, ostatni marszałek Związku Radzieckiego[50]
  - Miodrag Karadžić – czarnogórski pisarz i dramaturg[51]
  - Husni Mubarak – egipski dowódca wojskowy, polityk, prezydent Egiptu (1981–2011)[52]
  - Marie-Luise Nikuta – niemiecka piosenkarka i kompozytorka[53]
  - Wojciech Potocki – polski dziennikarz[54][55]
  - Jan Targowski – polski krytyk muzyczny, dziennikarz i prezenter radiowy[56]
  - Jerzy Wawrzyńczyk – polski konstruktor i specjalista w zakresie konstrukcji urządzeń instalacji paleniskowej kotłów energetycznych i przemysłowych, kawaler orderów[57]
- 24 lutego
  - Mario Bunge – argentyński filozof[58]
  - Clive Cussler – amerykański pisarz[59]
  - John „Sonny” Franzese Sr. – amerykańsko-włoski gangster, wieloletni członek rodziny przestępczej Colombo[60]
  - Katherine Johnson – amerykańska matematyk[61]
  - Barbara Kaczmarek – polska samorządowiec, wójt gminy Zgierz[62]
  - Jan Kowalczyk – polski jeździec sportowy, mistrz olimpijski (1980)[63]
  - Roy Norris – amerykański seryjny morderca[64]
  - David Roback – amerykański gitarzysta i kompozytor, muzyk zespołu Mazzy Star[65]
  - Jan Rędzioch – polski publicysta sportowy[66]
  - Diana Serra Cary – amerykańska aktorka dziecięca okresu filmu niemego[67]
  - Andrzej Truty – polski hokeista[68]
- 23 lutego
  - Wiera Beskowa – rosyjska aktorka i reżyserka[69]
  - Stefan Florenski – polski piłkarz[70]
  - János Göröcs – węgierski piłkarz[71]
  - Hervé Bourges – francuski dziennikarz[72]
  - Anatolij Kapustin – ukraiński śpiewak operowy (tenor)[73]
  - Helmut Nowak – polski piłkarz[74]
  - Stefan Pytlas – polski historyk, dr hab.[75]
  - Chitetsu Watanabe – japoński superstulatek zweryfikowany jako najstarszy żyjący mężczyzna na świecie[76]
  - Ireneusz Wywiał – polski nauczyciel, dziennikarz i publicysta[77]
- 22 lutego
  - Kiki Dimula – grecka poetka[78]
  - Marcin Fender – polski trener kadry narodowej w saneczkarstwie na torach naturalnych[79]
  - Janusz Fortecki – polski skoczek narciarski, trener[80]
  - Bogdan Godras – polski trener kolarstwa[81]
  - Marian Malarz – polski duchowny rzymskokatolicki i malarz, Honorowy Obywatel Miasta Puławy[82]
  - Tomasz Maszczyk – polski dziennikarz związany z RMF FM i Radiem Zet[83]
  - Jerzy Tepli – polski dziennikarz i publicysta[84]
  - Thích Quảng Độ – wietnamski mnich buddyjski i działacz społeczny, patriarcha Zjednoczonej Buddyjskiej Sanghy Wietnamu[85]
- 21 lutego
  - Michel Charasse – francuski polityk, samorządowiec i prawnik, minister, członek Rady Konstytucyjnej[86]
  - Lucjan Czubiński – polski prawnik, generał dywizji Wojska Polskiego, naczelny prokurator wojskowy (1968–1972), prokurator generalny PRL (1972–1981), dyrektor generalny – szef Wojsk MSW (1981–1983), wiceminister spraw wewnętrznych (1983–1990)[87]
  - Kacper Derczyński – polski piłkarz[88]
  - Veselin Đuretić – serbski historyk i polityk[89]
  - Yona Friedman – francuski architekt i urbanista pochodzenia węgierskiego[90]
  - Zygmunt Grodner – polski szermierz, olimpijczyk (1952)[91]
  - Gëzim Kaçaniku – kosowski piłkarz i trener[92]
  - Dawid Krupej – polski samorządowiec, śpiewak[93][94]
  - Ilídio Leandro – portugalski duchowny katolicki, biskup[95]
  - Lisel Mueller(inne języki) – amerykańska poetka[96]
  - Zbigniew Pisiałek – polski duchowny rzymskokatolicki, prowincjał Polskiej Prowincji Pasjonistów[97]
  - Tao Porchon-Lynch – amerykańska popularyzatorka jogi[98]
  - Łucjan Siewczyński – polski specjalista w dziedzinie budownictwa kolejowego, prof. dr hab. inż.[99]
- 20 lutego
  - Andrzej Barkowski – polski działacz partyjny i samorządowy, prezydent Bydgoszczy (1982–1985)[100]
  - Jan Bystrek – polski botanik, prof. dr hab.[101]
  - Peter Louis Cakü – birmański duchowny katolicki, biskup[102]
  - Sławomir Cywoniuk – polski perkusista, członek zespołu Dead Infection[103]
  - Jeanne Evert – amerykańska tenisistka[104]
  - István Gáli – węgierski bokser, medalista mistrzostw Europy (1967)[105]
  - Jerzy Galiński – polski klarnecista, muzyk jazzowy i pedagog muzyczny, członek zespołów Old Timers i Gold Washboard[106]
  - Andrzej Kasten – polski rzeźbiarz, żołnierz Armii Krajowej[107]
  - Jacek Lyszczyna – polski filolog i dziennikarz, prof. dr hab.[108][109]
  - Claudette Nevins – amerykańska aktorka[110]
  - Jean-Claude Pecker – francuski astrofizyk i popularyzator nauki[111]
  - Joaquim Pina Moura – portugalski polityk i ekonomista, parlamentarzysta, minister gospodarki (1997–2000) i finansów (1999–2001)[112]
  - Malcolm Pyke – angielski piłkarz[113]
  - Marian Pysznik – polski aktor i reżyser[114][115][116]
  - Len Read – angielski żużlowiec, uczestnik II wojny światowej[117]
  - Zbigniew Staszyszyn – polski fotoreporter[118]
- 19 lutego
  - Zenon Biesaga – polski oficer, pułkownik WP, szefem Wojskowej Służby Topograficznej, kawaler orderów[119]
  - Heather Couper – brytyjska astronom i osobowość telewizyjna, prezydent Brytyjskiego Stowarzyszenia Astronomicznego (1984–1986)[120]
  - Jean Daniel – francuski dziennikarz i pisarz, założyciel „L’Obs”[121]
  - Gust Graas – luksemburski malarz i przedsiębiorca[122]
  - Jos van Kemenade – holenderski polityk i socjolog, burmistrz Eindhoven, minister edukacji i nauki (1973–1977, 1981–1982)[123]
  - Marek Eustachiusz Kiersztyn – polski działacz społeczny, kawaler orderów[124]
  - Jens Nygaard Knudsen – duński projektant zabawek, twórca żółtego ludzika Lego[125][126][127]
  - José Mojica Marins – brazylijski reżyser filmowy, scenarzysta, aktor i osobowość telewizyjna[128]
  - Fernando Morán López – hiszpański polityk, dyplomata i pisarz, minister spraw zagranicznych (1982–1985)[129]
  - Andrzej Musiał – polski numizmatyk, redaktor prasy specjalistycznej[130]
  - Wanda Narkiewicz-Jodko – polska wokalistka, członkini zespołów Alibabki i Partita[131]
  - Pop Smoke – amerykański raper[132][133]
- 18 lutego
  - Kishori Ballal – indyjska aktorka[134]
  - José Bonaparte – argentyński paleontolog[135]
  - Flavio Bucci – włoski aktor[136]
  - Jon Christensen – norweski perkusista jazzowy[137]
  - Ja’Net DuBois – amerykańska aktorka[138]
  - Eugeniusz Kabatc – polski prozaik oraz tłumacz literatury radzieckiej i włoskiej[139]
  - Peter Montgomery – amerykański matematyk i kryptolog[140]
  - Leszek Orlewicz – polski kompozytor, realizator filmów dokumentalnych i naukowych, operator, reżyser, scenarzysta i wykładowca[141]
  - Tapas Pal – indyjski aktor[142]
  - Ashraf Sinclair – malezyjski aktor[143]
  - René Visse – francuski polityk, deputowany (1978–1981)[144]
- 17 lutego
  - Lorenzo León Alvarado – peruwiański duchowny katolicki, biskup Huacho (1967–2003)[145]
  - Urszula Broll – polska malarka, prekursorka buddyzmu w Polsce[146][147]
  - Henryk Gała – polski poeta i dramatopisarz[148]
  - Mário da Graça Machungo – mozambicki ekonomista, polityk, premier Mozambiku (1986–1994)[149]
  - Henry Gray – amerykański pianista i wokalista bluesowy[150]
  - Maria Janowska-Placek – polska samorządowiec, burmistrz Oleszyc (1999–2010)[151]
  - Grzegorz Krzesiński – polski specjalista z zakresu mechaniki konstrukcji i mechaniki ciał odkształcalnych, dr hab.[152]
  - Terry Lineen – nowozelandzki rugbysta, reprezentant kraju[153]
  - Kizito Mihigo – rwandyjski wokalista i organista, działacz na rzecz pokoju[154]
  - Andrzej Popiel – polski aktor, bas-baryton, zawodnik i sędzia tenisowy[155]
  - Charles Portis – amerykański pisarz, autor westernów[156]
  - Gieorgij Szengiełaja – gruziński reżyser i scenarzysta filmowy[157]
  - Larry Tesler – amerykański informatyk, programista, znany jako twórca funkcji „wytnij, kopiuj, wklej”[158]
  - Andrew Weatherall – brytyjski DJ i producent muzyczny[159]
  - Mickey Wright – amerykańska golfistka[160]
  - Sonja Ziemann – niemiecka aktorka, piosenkarka i tancerka[161]
- 16 lutego
  - Graeme Allwright – francusko-nowozelandzki piosenkarz[162]
  - Robert Bandurski – amerykański biochemik, członek Polskiej Akademii Nauk[163]
  - Zoe Caldwell – australijska aktorka[164]
  - Pearl Carr – brytyjska wokalistka, uczestniczka Eurowizji 1959 (z mężem)[165][166]
  - Jason Davis – amerykański aktor[167]
  - Harry Gregg – północnoirlandzki piłkarz i trener[168]
  - Jerzy Gruza – polski reżyser i scenarzysta filmowy[169]
  - Loek Hollander – holenderski wojskowy, karateka kyokushin[170]
  - Barry Hulshoff – holenderski piłkarz[171]
  - Kellye Nakahara – amerykańska aktorka[172]
  - Edward Radwański – polski specjalista w zakresie mechaniki, doc. dr hab.[173]
  - Mátyás Tímár – węgierski polityk i ekonomista, minister finansów (1962–1967), szef banku centralnego (1975–1988)[174]
  - Helena Trzcińska-Tacik – polska botaniczka, prof. dr hab.[175]
- 15 lutego
  - David Clewell – amerykański poeta[176]
  - Virgil C. Dechant – amerykański Rycerz Kolumba, wiceprezes Banku Watykańskiego, Najwyższy Rycerz Rycerzy Kolumba (1977–2000)[177]
  - Caroline Flack – brytyjska prezenterka telewizyjna i radiowa[178]
  - Cavan Grogan – walijski muzyk i wokalista[179]
  - Ernesto Gutiérrez – chilijski aktor[180]
  - Marian Guzek – polski ekonomista, prof. dr hab., działacz opozycji w okresie PRL[181]
  - Leszek Hołdanowicz – polski grafik, plakacista, pedagog, profesor zwyczajny warszawskiej Akademii Sztuk Pięknych[182]
  - Lucjan Jarczyk – polski fizyk, prof. dr hab.[183]
  - Adam Koczwara – polski piłkarz[184]
  - Vatroslav Mimica – chorwacki reżyser filmowy i scenarzysta[185]
- 14 lutego
  - Peter Adoboh – nigeryjski duchowny katolicki, biskup[186]
  - Gilbert Belin – francuski polityk i rzeźbiarz, senator, minister stanu[187]
  - Lynn Cohen – amerykańska aktorka[188]
  - Jimmy Conway – irlandzki piłkarz, reprezentant kraju[189]
  - Zbigniew Endler – polski ekolog, prof. dr hab.[190][191]
  - Marianna Kowalska – polska śpiewaczka ludowa[192][193][194]
  - Krzysztof – grecki duchowny prawosławny, biskup[195]
  - Reinbert de Leeuw – holenderski kompozytor, dyrygent i pianista[196][197]
  - Zbigniew Mendera – polski specjalista w zakresie budownictwa, profesor Politechniki Krakowskiej[198]
  - Zbigniew Nowak – polski generał broni, szef wojsk chemicznych[199]
  - Michel Ragon – francuski pisarz i krytyk literacki[200]
  - Decebal Traian Remeș – rumuński polityk i ekonomista, minister finansów (1998–2000)[201]
  - Esther Scott – amerykańska aktorka[202]
  - John Shrapnel – angielski aktor filmowy i telewizyjny[203]
  - Jadwiga Sójka-Ledakowicz – polska specjalista w zakresie inżynierii materiałowej, dr hab. inż.[204][205][206]
  - Clayton Williams – amerykański polityk i przedsiębiorca[207]
  - Bogusław Żaloudik – polski siatkarz[208][209]
- 13 lutego
  - Jan Błeszyński – polski aktor, reżyser i dyrektor teatrów[210][211]
  - Aleksiej Botian – białoruski i rosyjski oficer wywiadu, weteran II wojny światowej, Bohater Federacji Rosyjskiej[212]
  - Walerij Butenko – rosyjski piłkarz i sędzia piłkarski[213]
  - Christophe Desjardins – francuski skrzypek[214]
  - Ljubinko Jelić – serbski poeta i przedsiębiorca[215]
  - Marek Karwala – polski krytyk sztuki i publicysta, badacz poezji polskiej XX wieku, prof. dr hab.[216]
  - Buzzy Linhart – amerykański muzyk rockowy, kompozytor, multiinstrumentalista, aktor[217]
  - Charles McDonnell – amerykański duchowny katolicki, biskup[218]
  - Karel Neffe – czeski kajakarz, brązowy medalista olimpijski (1972), ojciec Karela Neffe[219]
  - Kazimierz Osiecki – polski ratownik górski, kawaler orderów[220][221]
  - Rajendra Kumar Pachauri – indyjski ekonomista i inżynier, przewodniczący Intergovernmental Panel on Climate Change (2002–2015)[222]
  - Jimmy Peau – nowozelandzki bokser zawodowy[223]
  - Rafael Romero Marchent – hiszpański reżyser filmowy, scenarzysta i aktor[224]
  - Mahima Silwal – nepalska aktorka[225]
  - Zara Steiner – brytyjska historyk i badacz stosunków międzynarodowych pochodzenia amerykańskiego[226][227]
  - Antoni Sypek – polski historyk, regionalista, nauczyciel i działacz społeczny[228]
  - Jimmy Thunder – nowozelandzki bokser[229][230]
  - Jerzy Widera – polski inżynier budownictwa i publicysta, działacz konspiracji w czasie II wojny światowej[231]
- 12 lutego
  - Benon Biraaro – ugandyjski dowódca wojskowy i polityk[232]
  - Michael Berridge – brytyjski biochemik i fizjolog[233]
  - Christie Blatchford – kanadyjska dziennikarka prasowa i pisarka[234]
  - Miguel Cordero del Campillo – hiszpański weterynarz i parazytolog, rektor Uniwersytetu w Leónie[235]
  - Simone Créantor – francuska lekkoatletka, specjalizująca się w pchnięciu kulą, medalistka Igrzysk Śródziemnomorskich[236]
  - Selver Džigal – bośniacki koszykarz[237]
  - Takis Ewdokas – cypryjski polityk i lekarz psychiatra, założyciel Demokratycznej Partii Narodowej[238]
  - Michał Gałkiewicz – polski rzeźbiarz, rysownik[239]
  - Barbara Halska – polski pianistka, prof. dr hab.[240]
  - Geert Hofstede – holenderski psycholog społeczny[241]
  - Frederick Koch – amerykański filantrop i kolekcjoner, związany z Koch Industries[242]
  - Andrzej Kurnatowski – polski patomorfolog, prof. dr hab.[243][244]
  - Enver Enko Mehmedbašić – bośniacki pisarz, satyryk i dziennikarz[245]
  - Hamish Milne – brytyjski pianista[246]
  - Arben Papuli – albański lekkoatleta, biegacz[247]
  - Andrzej Piekutowski – polski reżyser filmów dokumentalnych[248]
  - Wendell Rodricks – indyjski projektant mody[249]
  - Søren Spanning – duński aktor teatralny, filmowy i telewizyjny[250]
  - Janusz Walczak – polski elektrotechnik, prof. dr hab. inż.[251]
  - Tamás Wichmann – węgierski kajakarz, trzykrotny medalista olimpijski, dziewięciokrotny mistrz świata i trzykrotny Europy[252]
- 11 lutego
  - François André – francuski polityk[253]
  - Claire Bretécher – francuska pisarka i karykaturzystka[254]
  - George Coyne – amerykański duchowny katolicki, jezuita, astrofizyk[255]
  - Louis-Edmond Hamelin – kanadyjski geograf i pisarz[256]
  - Yasumasa Kanada – japoński informatyk, fizyk i matematyk, znany z badań nad liczbą π[257]
  - Hanna Kumuniecka-Chełmińska – polska działaczka konspiracji w czasie II wojny światowej, uczestniczka powstania warszawskiego, dama orderów[258]
  - Jacques Mehler – francuski psycholingwista i kognitywista[259]
  - Bolesław Micewski – polski duchowny rzymskokatolicki ze zgromadzenia Zmartwychwstańców, historyk i publicysta[260]
  - Agata Michałek-Budzicz – polska działaczka opozycji w okresie PRL, dama orderów[261]
  - Krzysztof Michałowski – polski bokser[262][263]
  - Galina Nikulina – rosyjska aktorka[264]
  - Katsuya Nomura – japoński baseballista[265]
  - Walerij Rejngold – rosyjski piłkarz[266]
  - Marcelino dos Santos(inne języki) – mozambicki poeta i polityk, przewodniczący parlamentu (1977–1994)[267]
  - Joseph Shabalala – południowoafrykański piosenkarz i kompozytor[268]
  - Zbigniew Szot – polski lekarz wojskowy, prof. dr hab. n. med.[269]
  - Joseph Vilsmaier – niemiecki reżyser i operator filmowy[270]
  - Dobiesław Walknowski – polski grafik, projektant form przemysłowych, etnograf, podróżnik i działacz społeczny[271]
- 10 lutego
  - Saïd Amara – tunezyjski piłkarz ręczny, trener kadry narodowej[272]
  - Ewa Greś – polska aktorka teatralna[273]
  - Waqar Hasan – pakistański krykiecista[274]
  - Ranko Jovović – czarnogórski poeta[275]
  - Czesław Jura – polski biolog, prof. dr hab.[276]
  - Tomasz Kulon – polski samorządowiec, burmistrz Lubawki (1998–2014)[277]
  - Stanisław Saturnin Kwiatkowski – polski działacz konspiracji w czasie II wojny światowej, uczestnik powstania warszawskiego, kawaler orderów[278][279]
  - Edward Markowski – polski geodeta i artysta, znany jako twórca tradycyjnych szopek bożonarodzeniowych[280]
  - Lyle Mays – amerykański pianista jazzowy i kompozytor[281]
  - Andrzej Mitscha – polski szybownik[282]
  - Giancarlo Morbidelli – włoski projektant i przedsiębiorca związany z branżą motoryzacyjną[283][284]
  - Shariff Abdul Samat – singapurski piłkarz, reprezentant kraju[285]
  - Pavel Vilikovský – słowacki pisarz[286]
  - Michaił Walter – rosyjski aktor[287]
- 9 lutego
  - Abdel Aziz El Mubarak – sudański wokalista[288]
  - Marian Czochra – polski neurochirurg[289]
  - Mirella Freni – włoska śpiewaczka operowa (sopran liryczny)[290]
  - Zofia Grodecka – polska etnografka i muzealniczka, w czasie II wojny światowej żołnierz Armii Krajowej[291]
  - Margareta Hallin – szwedzka śpiewaczka operowa[292][293]
  - Fritz Holtkamp – niemiecki samorządowiec, wieloletni burmistrz Versmoldu[294]
  - Vladimir Kranjčević – chorwacki dyrygent, pianista, pedagog[295]
  - Tadeusz Lipiec – polski harmonista, muzyk ludowy, członek Kapeli Lipców nagrodzonej Nagrodą im. Oskara Kolberga[296][297]
  - Andrzej Moldenhawer – polski konstruktor samolotów[298][299]
  - Wiesław Pawłowski – polski działacz kombatancki, animator kultury filmowej, filatelista[300]
  - Carlos Julio Pereyra – urugwajski polityk i nauczyciel, senator, kandydat w wyborach prezydenckich[301]
  - Jerzy Podgórny – polski ratownik górski, jeden z założycieli Grupy Beskidzkiej GOPR[302]
  - Siergiej Słonimski – rosyjski muzykolog, pianista, kompozytor[303]
- 8 lutego
  - Mykolas Arlauskas – litewski naukowiec i polityk, dr hab.[304]
  - Robert Conrad – amerykański aktor[305]
  - Aleksander Dobraczyński – polski działacz konspiracji w czasie II wojny światowej, uczestnik powstania warszawskiego, kawaler orderów[306]
  - Maurice Girardot – francuski koszykarz, srebrny medalista olimpijski (1948)[307]
  - Urszula Gruszka – polska działaczka kulturalna, laureatka Nagrody im. Oskara Kolberga[308]
  - Jacek Jakubiak – polski historyk i muzealnik[309]
  - Paula Kelly – amerykańska aktorka[310]
  - Erazim Kohák – czeski filozof i pisarz[311]
  - Magdalena Krzyńska – polska śpiewaczka operowa (sopran), profesor Akademii Muzycznej w Bydgoszczy[312]
  - Robert Massin – francuski projektant graficzny i typograf[313]
  - Ron McLarty – amerykański aktor, scenarzysta i narrator audiobooków[314]
  - Carlos Rojas Vila(inne języki) – hiszpański pisarz i literaturoznawca[315]
  - Erhard Schnell – niemiecki projektant samochodów[316][317]
  - Volker Spengler – niemiecki aktor teatralny i filmowy[318]
  - Yi Hae-won – koreańska księżniczka, wnuczka cesarza Gojonga, głowa dynastii Yi (2005–2020)[319]
- 7 lutego
  - Wiesław Awedyk – polski językoznawca, dr hab.[320][321]
  - Orson Bean – amerykański aktor i muzyk[322]
  - Zdzisław Ćwioro – polski tancerz baletowy[323][324]
  - Lucille Eichengreen – niemiecka autorka wspomnień pochodzenia żydowskiego, ocalała z Holokaustu[325]
  - Lenin El-Ramly – egipski reżyser filmowy i teatralny, scenarzysta[326]
  - Brian Glennie – kanadyjski hokeista, brązowy medalista olimpijski (1968)[327]
  - Izydor Gutmański – polski agronom, prof. nauk rolniczych[328]
  - Pierre Guyotat – francuski poeta[329]
  - Stanisław Kosiński – polski socjolog, prof. dr hab.[330][331]
  - Jørgen E. Larsen – duński piłkarz i trener (m.in. reprezentacji Kataru)[332]
  - Li Wenliang – chiński lekarz, odpowiedzialny za ujawnienie informacji o szerzeniu się zakażeń wirusem SARS-CoV-2[333]
  - Nexhmije Pagarusha – albańska piosenkarka, aktorka[334]
  - Eugeniusz Pieniążek – polski pilot, konstruktor jednoosobowego samolotu Kukułka, którym dokonał ucieczki z PRL na Zachód[335]
  - Ann E. Todd – amerykańska aktorka dziecięca i bibliotekarka[336]
- 6 lutego
  - Ajdar Akajew – kirgiski biznesmen i polityk, szef krajowego komitetu olimpijskiego[337]
  - Jan Cisak – polski specjalista w zakresie geodezji i kartografii, uczestnik i kierownik wypraw polarnych[338][339]
  - Raphaël Coleman – brytyjski aktor[340]
  - Josif Droboniku – albański malarz[341]
  - Greg Hawick – australijski rugbysta, reprezentant kraju[342]
  - Gioacchino Illiano – włoski duchowny rzymskokatolicki, biskup Nocera Inferiore-Sarno[343]
  - Jhon Jairo Velásquez – kolumbijski morderca, członek kartelu z Medellin[344]
  - Roger Kahn(inne języki) – amerykański pisarz[345]
  - Krzysztof Konarzewski – polski dziennikarz, reżyser telewizyjny, operator i realizator obrazu[346]
  - Jan Liberda – polski piłkarz, trener[347]
  - Romuald Lipko – polski kompozytor i multiinstrumentalista, członek zespołu Budka Suflera[348]
  - André Neles – brazylijski piłkarz, reprezentant Gwinei Równikowej[349]
  - Nello Santi – włoski dyrygent[350]
  - Johannes Baptista Sumarlin – indonezyjski ekonomista i urzędnik, minister finansów[351]
  - Barbara Scheiner – polska działaczka kombatancka, uczestniczka powstania warszawskiego, dama orderów[352]
  - Andrzej Wall – polski ortopeda, prof. dr hab.[353]
- 5 lutego
  - Carlos Barisio – argentyński piłkarz[354]
  - Maria Barbara Cabalska – polska pediatra, prof. dr hab. n. med., uczestniczka powstania warszawskiego[355]
  - Stanley Cohen – amerykański biochemik, laureat Nagrody Nobla w dziedzinie fizjologii lub medycyny (1986)[356]
  - Kevin Conway – amerykański aktor, reżyser i producent filmowy[357]
  - Kirk Douglas – amerykański aktor, laureat Oscara za całokształt twórczości (1996)[358]
  - Jan Futyra – polski funkcjonariusz pożarnictwa, Honorowy Obywatel Gminy Jedlicze, kawaler orderów[359]
  - Tomasz Kowalczyk – polski dziennikarz prasowy[360]
  - Wojciech Piotr Kwiatek – polski pisarz, dziennikarz i tłumacz[361]
  - Laurie Morgan – brytyjski muzyk jazzowy[362]
  - Maja Pawlita – polska dziennikarka[363][364]
  - Beverly Pepper – amerykańska rzeźbiarka[365]
  - Yves Pouliquen – francuski lekarz okulista, członek Akademii Francuskiej[366]
  - Zygmunt Skupniewicz – polski architekt[367]
- 4 lutego
  - Kamau Brathwaite(inne języki) – barbadoski poeta i literaturoznawca[368]
  - Giancarlo Bergamini – włoski florecista, mistrz olimpijski (1956)[369]
  - José Luis Cuerda – hiszpański reżyser, scenarzysta i producent filmowy[370]
  - Xhezair Dafa – albański aktor, reżyser filmowy[371]
  - Henryk Gaertner – polski lekarz, historyk i muzyk, hematolog, prof. dr hab.[372]
  - Abadi Hadis – etiopski lekkoatleta, długodystansowiec[373]
  - Terry Hands – angielski reżyser teatralny[374][375]
  - Peter Hogg – kanadyjsko-nowozelandzki prawnik, konstytucjonalista[376]
  - Wołodymyr Inozemcew – ukraiński lekkoatleta, rekordzista kraju w trójskoku[377]
  - Volker David Kirchner – niemiecki altowiolista, kompozytor[378]
  - Zofia Lewicka-Depta – polski filolog i historyk sztuki, publicystka[379]
  - Nadia Lutfi – egipska aktorka filmowa[380]
  - Gianni Minervini – włoski producent filmowy[381]
  - Daniel Moi – kenijski polityk, prezydent Kenii (1978–2002)[382]
  - Eugen Pleško – chorwacki i jugosłowiański kolarz[383]
  - Benito Sarti – włoski piłkarz[384]
  - Aleksandr Skworcow – radziecki hokeista, mistrz i wicemistrz olimpijski (1980, 1984)[385]
  - Teodor Szanin – brytyjski socjolog pochodzenia żydowskiego[386]
  - Urszula Świderska-Kiełczewska – polska sprinterka[387][388]
  - Ljiljana Petrović – jugosłowiańska piosenkarka, uczestniczka 6 Konkursu Eurowizji (1961)[389][390]
  - Jerzy Piątkowski – polski działacz studencki, przewodniczącego Rady Naczelnej Zrzeszenia Studentów Polskich (1966–1969)[391]
- 3 lutego
  - Johnny Bumphus – amerykański bokser zawodowy[392]
  - John Grant(inne języki), właśc. Paul Barnett – szkocki pisarz science fiction[393]
  - William John McNaughton – amerykański duchowny rzymskokatolicki, biskup Inczon[394]
  - Antoni Nowakowski – polski ekonomista, prof. dr hab.[395][396]
  - Gene Reynolds – amerykański aktor, reżyser i scenarzysta filmowy[397]
  - Frank H. T. Rhodes – brytyjski geolog, rektor Uniwersytetu Cornella (1977–1995)[398]
  - Iwan Stajkow – bułgarski kompozytor[399]
  - George Steiner – amerykański filozof, pisarz, krytyk literacki[400]
  - Wałentyna Szewczenko – ukraińska polityk, przewodnicząca Prezydium Rady Najwyższej Ukraińskiej SRR (1984–1990)[401]
  - Willie Wood – amerykański futbolista[402]
- 2 lutego
  - Peter Aluma – nigeryjski koszykarz[403]
  - Leszek Barg (1924–2020) – polski historyk medycyny i bibliotekarz, kawaler orderów[404]
  - Bernard Ebbers – kanadyjski biznesmen i przestępca, szef korporacji telekomunikacyjnej WorldCom[405]
  - Mike Hoare, ps. Mad Mike – irlandzki żołnierz najemny i pisarz, uczestnik kryzysu kongijskiego i zamachu stanu na Seszelach[406]
  - Walentin Janin – rosyjski historyk i archeolog[407]
  - Ivan Kral – czeski kompozytor, wokalista i gitarzysta[408]
  - Enemésio Ângelo Lazzaris – brazylijski duchowny katolicki, biskup[409]
  - Mike Moore – nowozelandzki dyplomata, polityk, premier Nowej Zelandii (1990), dyrektor generalny Światowej Organizacji Handlu (WTO) (1999–2002)[410]
  - Ryszard Olszewski – polski koszykarz, olimpijczyk (1960)[411]
  - Gale Schisler – amerykański polityk[412]
  - Alfons Schnura – polski samorządowiec, regionalista i publicysta[413]
  - Robert Sheldon – brytyjski polityk pochodzenia żydowskiego, baron, członek Izby Gmin (1964–2001) i Izby Lordów (2001–2015)[414]
  - Czesław Staciwa – polski socjolog, pułkownik WP, prof. dr hab.[415]
  - Maria Wiśnicka-Wyrozębska – polska reżyserka, scenarzystka i montażystka filmów dokumentalnych[416][417]
- 1 lutego
  - Péter Andorai – węgierski aktor[418]
  - Ilie Bărbulescu – rumuński piłkarz[419]
  - Leons Briedis – łotewski poeta[420]
  - John DiBiaggio – amerykański nauczyciel akademicki i stomatolog, prezydent Tufts University, Uniwersytetu Stanu Michigan i Uniwersytetu Connecticut[421]
  - Luciano Gaucci – włoski przedsiębiorca i działacz sportowy[422]
  - Andy Gill – brytyjski gitarzysta rockowy i producent muzyczny, członek grupy Gang of Four[423]
  - Daniela Olkiewicz – polska działaczka harcerska, dama orderów[424]
  - Stanisław Ramotowski – polski samorządowiec, zootechnik i nauczyciel, dr n. rolniczych, starosta olecki (2002–2010)[425]
  - Peter Serkin – amerykański pianista[426]

- data dzienna nieznana
  - Stanisław Czerniszewski – polski bokser[427]
  - Janina Jura – polska działaczka związkowa, wiceprezes Związku Nauczycielstwa Polskiego (1998–2006)[428]
  - Andrzej Kaźmierczak – polski trener siatkówki[429]
  - Poeti Norac – francuska surferka[430][431]
  - Jerzy Synowiec – polski chemik, prof. dr hab. inż.[432][433]